# Francesc Casanovas i Martí
Francesc Casanovas i Martí (Barcelona 11 de setembre del 1938 – Vic 15 de juliol del 2002) fou un religiós català, fundador del Seminari del Poble de Déu.

## Publicacions
- Mentalitat Nova, Déu és Vida, Edicions SPD, 1980.[2]
- Obrim les finestres, Reflexió contemplativa sobre l'Església a la llum de la Constitució "Lumen Gentium" del Concili Vaticà II, Edicions SPD, Barcelona, 1987.[2]
- Trilogia: La Pasqua cristiana, El Pas - La Joia - La Pau, Editoral Claret[Enllaç no actiu], Barcelona, 1990 - 2005.
- Articles diversos a Canvi de Mentalitat, revista trimestral; Revista associada a l'APPEC Arxivat 2016-03-03 a Wayback Machine.